# La Cuba (Palermo)

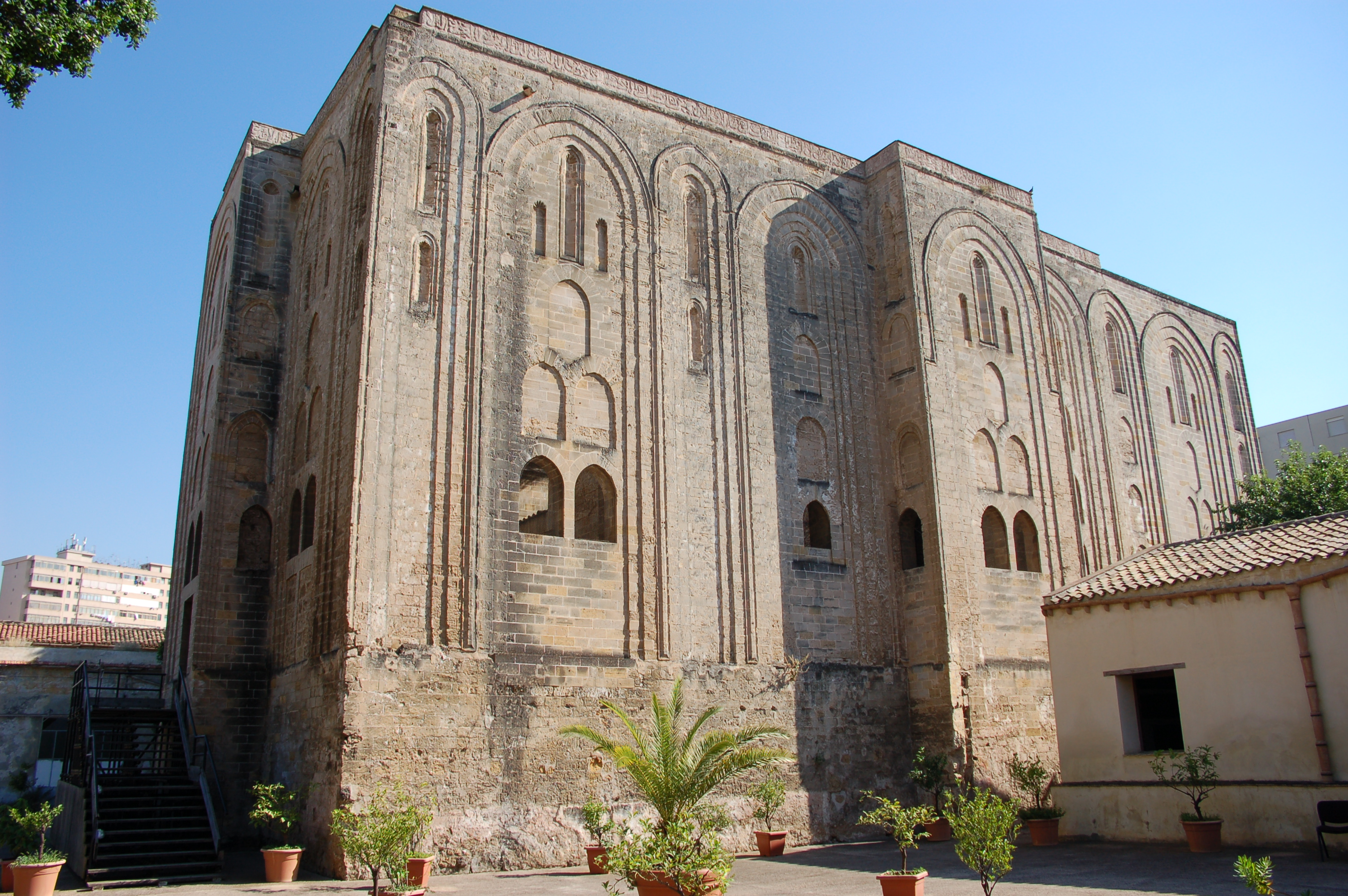
Außenansicht der Cuba in Palermo

La Cuba (vom arabischen Qubba, „Kuppel“) ist ein Schloss der normannischen Könige von Sizilien im Westen Palermos. Es liegt im ehemaligen „Parco Nuovo“, dem im Westen der Stadt gelegene Teil des königlichen Parks. Neben La Zisa, einem weiteren Schloss in diesem ehemaligen Park, ist La Cuba eines der anschaulichsten Beispiele für den arabisch-normannischen Stil.

## Geschichte
La Cuba wurde unter König Wilhelm II. auf einer Insel in einem künstlichen See in dem königlichen Park von Palermo 500 m von dem Normannenpalast entfernt errichtet und 1180 fertiggestellt. Zur Unterscheidung von der weiter bergaufwärts gelegenen Cuba Soprana wurde sie auch Cuba Sottana genannt.
1320 gelangte die Cuba in Privatbesitz. Giovanni Boccaccio war von Berichten über die prächtigen Gartenschlösser von Palermo so beeindruckt, dass er La Cuba in der sechsten Novelle des fünften Tags seines Hauptwerks Decamerone als Handlungsort seiner Geschichte wählte. Später wurde die Cuba wieder Eigentum der Krone, bis Alfons V. von Aragón sie seinem sizilianischen Vizekönig übertrug.
Im 16. Jahrhundert wurde La Cuba während einer Pestepidemie als Lazarett verwendet. Unter der Herrschaft der Bourbonen wurde sie im 18. Jahrhundert Teil einer Kaserne der Kavallerie, wobei größere Umbauten durchgeführt wurden.
1921 kam die Cuba in Staatsbesitz unter die Verwaltung des Unterrichtsministeriums. Die damals begonnenen Restaurierungsarbeiten kommen jedoch nur sehr schleppend voran und sind auch heute bei weitem nicht abgeschlossen. Zuerst mussten die Umbauten des 18. Jahrhunderts rückgängig gemacht werden, wobei die meisten Innenmauern und Dächer entfernt wurden. Bislang sind lediglich einige Stützbögen und Gewölbe sowie der umlaufende Sims mit der Kufi-Inschrift wieder instand gesetzt worden.
Heute liegt die Cuba innerhalb einer Carabinierikaserne, ist jedoch für die Öffentlichkeit zugänglich.
In der Nähe liegt auch die Cubula („kleine Cuba“), der letzte noch erhaltene Pavillon des ursprünglichen Parks.

## Das Äußere

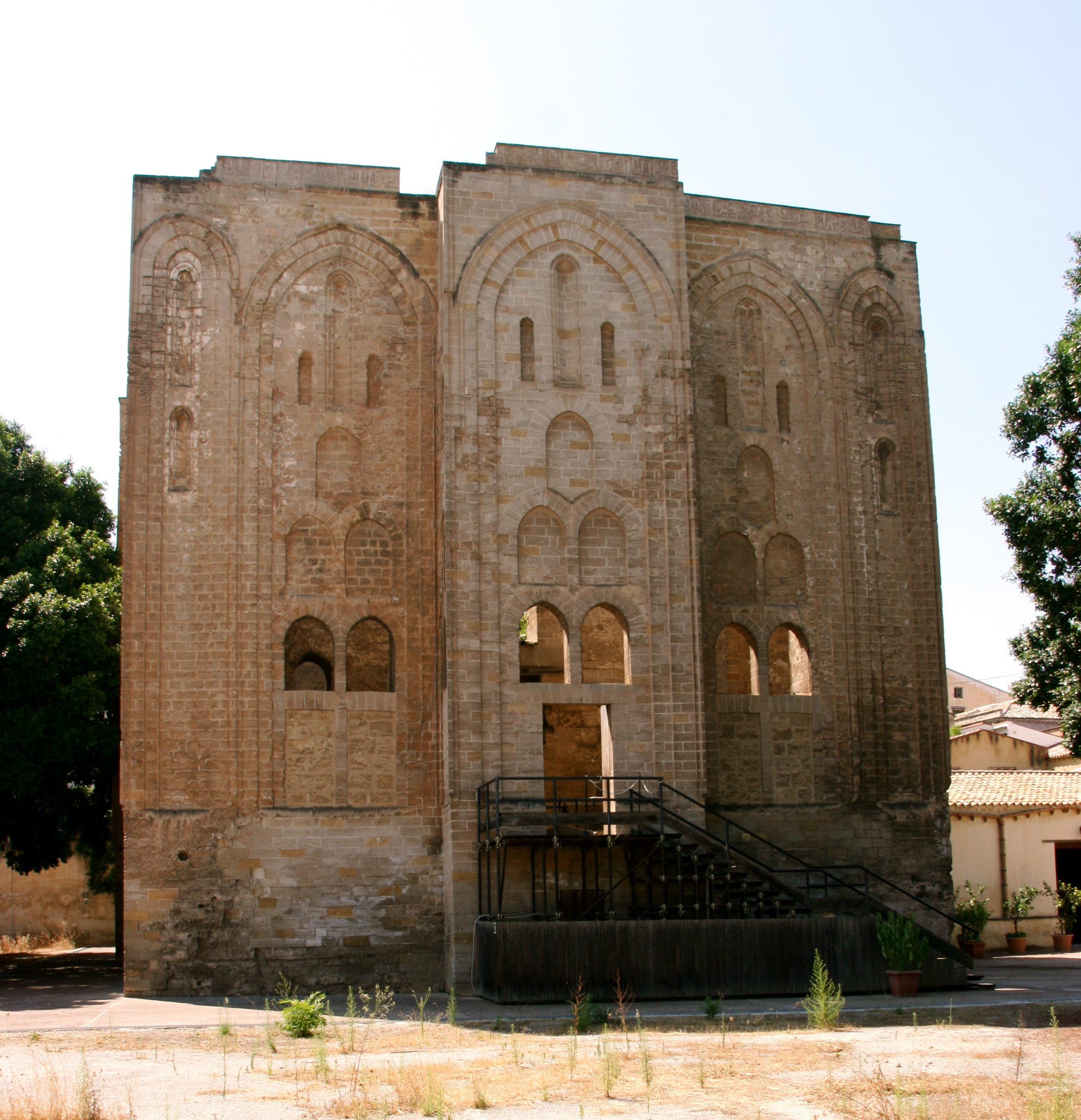
Nordostfassade mit Eingang

La Cuba ist ein kubusförmiger Bau, der sich über einem rechteckigen Grundriss von etwa 30 m Länge und 16 m Breite erhebt. Die Architektur ist wie bei La Zisa und dem Normannenpalast selber geprägt vom Baustil der Araber, die zu dieser Zeit noch einen beträchtlichen Anteil an der Bevölkerung und den Handwerkern Siziliens stellten.
Anders als bei La Zisa springen nicht nur in der Mitte der Schmalseiten, sondern auch in der Mitte der Längsseiten Risalite vor. Sie tragen jedoch keine Turmaufsätze, sondern enden an der Oberkante der Fassaden.
Die Fassaden sind durch einfache Blendbögen, kleine Fenster und Nischen gegliedert. Den oberen Abschluss bildet ein rings um das Gebäude führender Fries, in den in arabischer Schrift eine Widmung an den Erbauer und die Jahreszahl der Fertigstellung eingemeißelt sind. Die Inschrift ist heute nicht mehr lesbar, wurde aber 1849 von Michele Amari entziffert und übersetzt.

## Das Innere

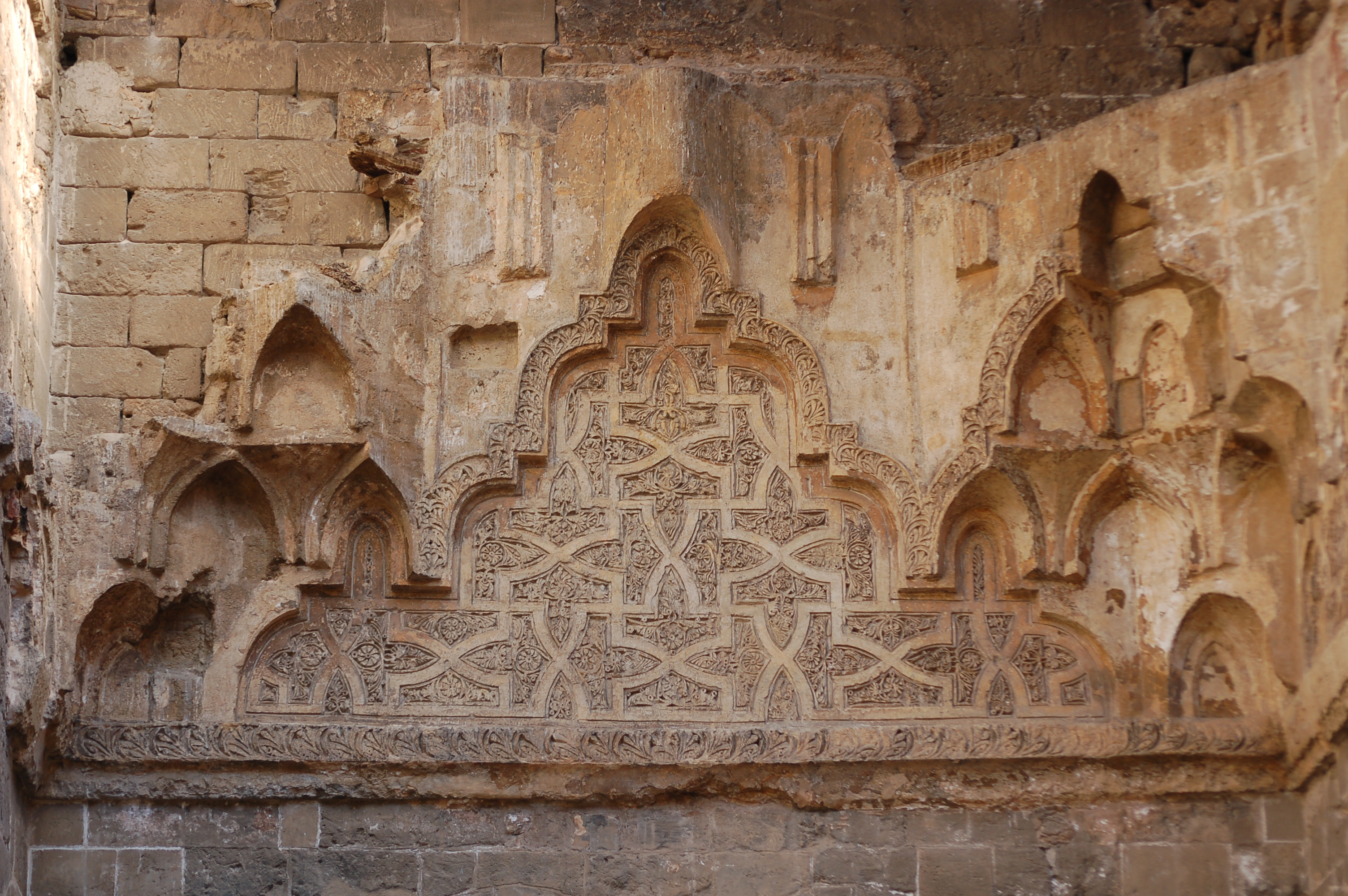
Beschädigte Muqarnas in der Haupthalle

Der Eingang zu der Cuba befindet sich an dem Risalit der Nordostfassade, vor dem auch Reste einer Brücke gefunden wurden, die über den See zu dem Gebäude führte. Der Eingangsbereich bestand aus drei nebeneinanderliegenden rechteckigen Räumen.
Von dort aus gelangte man in ein offenes Atrium mit einem Umgang, der lediglich von vier Ecksäulen getragen wurde. In der Mitte des Atriums lag ein Impluvium in Form eines achtzackigen Sterns, und in der Mitte der Seitenwände, also an den Stellen, an denen außen die Risalite vorspringen, befanden sich Nischen mit Brunnen.
Auf der dem Eingang gegenüberliegenden Seite des Atriums befand sich der Hauptsaal, der einen annähernd quadratischen Grundriss hatte. Die Rückwände und die beiden Seitenwände hatten Nischen, die von Muqarnas abgeschlossen wurden.
Heute ist die Cuba überwiegend ein großes leeres Mauerviereck, und nur die größtenteils beschädigten Muqarnas lassen die ursprüngliche Pracht des Bauwerks ahnen.